# Luis López Ballesteros
Luis López Ballesteros Varela, Señor de la Golpilleira (Villagarcía de Arosa; 21 de junio de 1782-Madrid; 13 de octubre de 1853) fue un militar y político español.

## Biografía

### Primeros años y Guerra de Independencia
Se quedó huérfano de padre a los cuatro años. Su madre, al igual que toda su familia materna, era de Dodro. Estudió leyes en la Universidad de Santiago de Compostela.
Con la ocupación francesa de España, proclamó la independencia de la comarca de Villagarcía el 8 de mayo de 1808, iniciando la resistencia en la zona al ejército napoleónico, primer levantamiento en Galicia. Fue vocal de la Junta Suprema del Reino de Galicia y, con la represión napoleónica, hubo de huir en una nave inglesa. En 1813 fue procurador síndico del Ayuntamiento de Villagarcía de Arosa. Durante la Guerra de la Independencia ejercería como comisario de guerra.

### Restauración absolutista
En 1814 ingresa como oficial duodécimo en la Secretaría de Hacienda y en 1818 Fernando VII le nombra director general de Rentas. En 1820, tras el pronunciamiento de Riego, solicita la jubilación por su fidelidad al monarca. El 24 de enero de 1822 fue nombrado ministro de Hacienda, pero cesó a los seis días. Finalizado el Trienio Liberal, fue nombrado ministro de Hacienda el 2 de diciembre de 1823.
Fue ministro de Hacienda durante la década ominosa con Fernando VII durante nueve años, que representa un periodo de tiempo considerable para un cargo ministeriales del siglo xix, y adoptará medidas de importancia, como la creación de la Bolsa de Madrid, la aprobación del Código de comercio, la Ley de Enjuiciamiento de los Negocios y Causas Comerciales y la creación por primera vez en la historia de España de un presupuesto anual con el que pretendía paliar la deuda. También crea las Intendencias de Guerra y de Marina, la Junta de Fomento de Riqueza Pública y la Caja de Amortización de la Deuda. Negoció con Francia e Inglaterra para liquidar la deuda. Fundó el Banco Español de San Fernando, sobre los restos del Banco de San Carlos. También estableció en Madrid el Conservatorio de Artes. Creará también la Inspección Fiscal de Aduanas y el expediente de responsabilidades de los funcionarios. Asimismo, llevó a cabo una profunda reforma orgánica de la Hacienda pública, creando la Dirección General del Tesoro y estableciendo las bases del Tribunal de Cuentas moderno. Por todo ello, se considera el fundador de la hacienda moderna en España.

### Últimos años y descendencia
En 1832 se le nombra consejero de Estado pero una vez muerto Fernando VII se retira de la política.
Fue director de la Real Academia de la Historia y senador en tres ocasiones: por la provincia de Pontevedra, por la de La Coruña en 1844 y es nombrado por Narváez senador vitalicio en 1845. Bravo Murillo le nombra presidente del Consejo de Ultramar. En 1846 Isabel II le ofrece la cartera de Hacienda, pero no la acepta.
Estaba en posesión de la gran cruz de la Orden de Carlos III, y era caballero de la Orden de San Jenaro, de Nápoles, de la Legión de Honor, de Francia, y de la Orden de la Torre y la Espada, de Portugal.
Fue padre de Diego López Ballesteros, presidente del Congreso de los Diputados de 1862 a 1863 y ministro de Ultramar. Su hija Teresa, casada Salvador María Quiroga y Puga, le dio un nieto que también hizo carrera política, Benigno Quiroga y López Ballesteros, que llegó a ser ministro de Gobernación.
Murió el 13 de octubre de 1853 víctima de una pulmonía.

## Distinciones

### Órdenes
- Caballero gran cruz de la Orden de Carlos III ( España, 10 de octubre de 1816).[5][6]
- Condecorado con la Cruz de la Junta Suprema del Reino de Galicia ( España).[7]

- Caballero gran cruz de la Orden Real de la Legión de Honor ( Francia).[7][8][9]
- Caballero de la Orden de San Jenaro ( Dos Sicilias).[10][11]
- Caballero gran cruz de la Orden de la Torre y de la Espada ( Portugal).[11]

### Empleos
- Consejero de Estado.[7]
- Secretario de Estado y del Despacho Universal de Hacienda de España e Indias.[7]
- Superintendente general de la Real Hacienda, Casas de la Moneda y Azogue.[7]

### Citas
1. 1 2 3 4 5 6  Ministerio de Hacienda,, p. 114.
2. ↑  ABC (24 de mayo de 2009). «Villagarcía rinde homenaje a los primeros en alzarse en armas contra la invasión francesa en 1808». Diario ABC. Consultado el 12 de agosto de 2017.
3. ↑  García-Fresneda Gea, Francisco (Septiembre 2019). «El Tribunal de Cuentas en el denominado Constitucionalismo español del siglo XIX». Revista Española de Control Externo XXI (63): 127-128. Consultado el 2-10-2023.
4. ↑  Senado de España, Expediente personal del Senador (2 de septiembre de 2020). «López Ballesteros y Varela, Luis».
5. ↑  de Cadenas y Vicent, Vicente (1 de enero de 1985). Extracto de los expedientes de la Orden de Carlos 3.º, 1771-1847 7. Madrid: Ediciones Hidalguia. ISBN 9788400058135. Consultado el 24 de octubre de 2016.
6. ↑  «Hemeroteca Digital. Biblioteca Nacional de España». hemerotecadigital.bne.es. Consultado el 27 de septiembre de 2017.
7. 1 2 3 4 5  Jaclot, J. (1 de enero de 1830). Teneduría de libros que se aprende en veinte y una lecciones sin maestro, o Tratado completo de la teneduría de libros en partida sencilla y partida doble, puesta al alcance de las personas que no tienen noción de esta ciencia. Imprenta de Leon Amarita. Consultado el 24 de octubre de 2016.
8. ↑  Almanach royal et national... : présenté à Sa Majesté et aux princes et princesses de la famille royale (en francés). A. Guyot et Scribe. 1832. Consultado el 20 de julio de 2017.
9. ↑  «http://www.culture.gouv.fr/public/mistral/leonore_fr?ACTION=RETROUVER&FIELD_1=NOM&VALUE_1=BALLESTEROS&NUMBER=4&GRP=0&REQ=((BALLESTEROS)%20:NOM%20)&USRNAME=nobody&USRPWD=4$%2534P&SPEC=9&SYN=1&IMLY=&MAX1=1&MAX2=1&MAX3=100&DOM=All». www.culture.gouv.fr (en francés). Consultado el 31 de octubre de 2017.
10. ↑  Napoli (Stato) (1841). Almanacco reale del Regno delle Due Sicilie: per l'anno .... 1841 (en italiano). Stamp. Reale. Consultado el 17 de diciembre de 2018.
11. 1 2  Casimiro de Gregory y Dávila, ed. (1 de enero de 1832). Anales de ciencias, literatura y artes 1. Imprenta de Don Thomás Jordan. Consultado el 24 de octubre de 2016.